# João de Freitas Branco
João de Freitas Branco (ur. 10 stycznia 1922 w Lizbonie, zm. 17 listopada 1989 tamże)  – portugalski muzykolog, kompozytor, publicysta i matematyk.

## Życiorys
Syn Luísa de Freitasa Branco. Studiował grę na fortepianie u A. Heinza i C. Coelho, harmonię u J.H. dos Santosa, śpiew u José Vianny da Motty i kompozycję u swojego ojca . Równocześnie studiował matematykę; w 1944 uzyskał stopień naukowy w zakresie nauk matematycznych i współpracował z Rui Luísem Gomesem w kierowanej przez niego grupie badawczej. W 1955 zrezygnował z kariery matematyka i poświęcił się muzyce .
Był redaktorem naczelnym założonego przez ojca czasopisma „Arte Musical”. Współpracował także jako krytyk muzyczny z czasopismem „O Seculus” . W 1948 był współzałożycielem Juventude Musical Portuguesa . W 1956 stworzył program radiowy „O Gosto pela Música”, który był nadawany nieprzerwanie przez 29 lat. W 1967 został mianowany prezesem Jeunesses Musicales. Był także dyrektorem Circulo de Cultura Musical .
W 1967 roku prowadził kurs historii muzyki podczas światowej wystawy Expo ’67 w Montrealu, a także w Fundacji Galusta Gulbenkiana. W latach 1970–1974 był dyrektorem Teatro Nacional de São Carlos w Lizbonie. W latach 1974–1975 był dyrektorem generalnym ds. Kultury i sekretarzem stanu ds. Kultury i Kształcenia Ustawicznego. W 1985 powrócił do Teatro Nacional de São Carlos jako dyrektor zarządzający i artystyczny.
Otrzymał tytuł doctora honoris causa z filozofii na Uniwersytecie Humboldtów w Berlinie. Odznaczony Orderem Świętego Jakuba od Miecza w stopniu Komandora (1970). W 1987 został odznaczony Medalem Zasługi Ministerstwa Kultury.

## Twórczość
Skomponował Kwartet smyczkowy, Sonatinę na wiolonczelę i fortepian, pieśni oraz opracowania pieśni ludowych . Pisał i tłumaczył prace z zakresu muzykologii i historii muzyki. Opublikował 6 pozycji książkowych oraz liczne artykuły i krytyki .

## Wybrane publikacje
(na podstawie materiału źródłowego )
- História da música portuguesa, 1959
- Alguns aspectos da música portuguesa contemporânea, 1960
- Apontamentos duma viagem musical pela Alemanha, 1963
- Sinfonia, 1963
- Novos conceitos musicais e suasrelacionacőes coma cíência, 1964
- Chopin. Um improviso em forma de diálogo, b.r.
- Concerto, 1965